# Großer Preis von Ungarn 2011
Der Große Preis von Ungarn 2011 (offiziell Formula 1 Eni Magyar Nagydíj 2011) fand am 31. Juli auf dem Hungaroring in Mogyoród statt und war das elfte Rennen der Formel-1-Weltmeisterschaft 2011.

## Berichte

### Hintergrund
Nach dem Großen Preis von Deutschland führte Sebastian Vettel in der Fahrerwertung mit 77 Punkten vor Mark Webber und mit 82 Punkten vor Lewis Hamilton. In der Konstrukteurswertung führte Red Bull-Renault mit 112 Punkten vor McLaren-Mercedes und mit 163 Punkten vor Ferrari.
Beim Großen Preis von Ungarn stellte Pirelli den Fahrern die Reifenmischungen Soft (gelb) und Supersoft (rot), sowie für nasse Bedingungen Intermediates (hellblau) und Full-Wets (orange) zur Verfügung.
Vor dem Rennwochenende gab es einen Fahrerwechsel: Jarno Trulli kehrte nach einem Rennen Pause an diesem Wochenende in sein Lotus-Cockpit zurück und löste Karun Chandhok ab.
Darüber hinaus feierten zwei Piloten ein Jubiläum: Jenson Button startete zum 200. Mal und Nico Rosberg zum 100. Mal zu einem Grand Prix.
Mit Michael Schumacher (viermal), Hamilton (zweimal), Rubens Barrichello, Fernando Alonso, Button, Heikki Kovalainen und Webber (jeweils einmal) traten sieben ehemalige Sieger zu diesem Grand Prix an.

### Training
Im ersten freien Training erzielte Hamilton die schnellste Runde vor Vettel und Alonso. In diesem Training übernahm Bruno Senna den Renault von Nick Heidfeld und Nico Hülkenberg den Force India von Adrian Sutil.
Im zweiten freien Training behielt Hamilton die Führung vor Alonso und Button.
Im dritten freien Training war Vettel der schnellste Fahrer vor Alonso und Button.

### Qualifying
Im ersten Abschnitt des Qualifyings (Q1) erzielte Alonso die schnellste Runde. Die Virgin-, HRT- und Lotus-Piloten sowie Sébastien Buemi schieden aus.
Im zweiten Segment (Q2) behielt Alonso die erste Position. Die Williams- und Renault-Piloten sowie Jaime Alguersuari, Kamui Kobayashi und Paul di Resta schieden aus.
Im finalen Segment (Q3) fuhr schließlich Vettel die schnellste Runde und erzielte seine achte Pole-Position der Saison und seine 23. insgesamt vor Hamilton und Button.
Buemi wurde um fünf Positionen zurückgesetzt, da er beim letzten Grand Prix in eine Kollision mit Heidfeld verursacht hatte.

### Rennen
Nachdem die Rahmenrennen durch wechselhafte Bedingungen chaotisch wurden, startete der Grand Prix mit nasser Fahrbahn. Zu Beginn des Rennens beschrieb Button die Strecke als „nicht sehr nass, aber rutschig“. Dies bedeutete, dass es zu Beginn des Rennens viel schwieriger sein würde, Hitze in die Reifen zu bekommen. Dies stellte auch die Ingenieure des Teams vor Probleme, da die Bedingungen nicht nass genug waren, um die vollständigen Regenreifen zu verwenden, die bei Verwendung sehr schnell zerfallen würden, während die Trockenreifen vermutlich nicht genügend Grip boten. Das bedeutete, dass alle Fahrer auf Intermediate-Reifen starteten.
Vettel fuhr nach dem Start problemlos einen Vorsprung heraus, Hamilton folgte auf dem zweiten Platz, nachdem er sich in den ersten beiden Kurven erfolgreich gegen Button auf dem dritten Platz verteidigt hatte. Die Ferrari und Webber hatten auf feuchter Strecke Mühe, aus der Startbox zu kommen, die Mercedes-Autos von Rosberg und Michael Schumacher belegten die Plätze vier und fünf. Alonso und Webber fielen auf die Plätze sechs und sieben zurück, Felipe Massa auf den achten Platz, gefolgt von di Resta und Kobayashi.
Massa übernahm zu Beginn der ersten Runde den siebten Platz von Webber, während Schumacher und Alonso den Rest der Runde um den fünften Platz kämpften, was seinen Höhepunkt damit erreichte, dass Alonso Schumacher in der letzten Kurve überholte. Die Ferrari setzten ihre Aufholjagd fort, als Alonso schnell mit Rosberg fertig wurde und auf Button aufkam, aber Alonso kam in Kurve 3 neben die Strecke, sodass Rosberg die Position zurückerobern konnte. Massa überholte Schumacher, Webber folgte ihm ebenfalls. Hamilton unternahm in den Kurven 1 und 2 wiederholt Versuche, Vettel zu überholen. Der Weltmeister konnte ihn bis zur fünften Runde aufhalten, als er einen Fehler machte und in Kurve 3 daneben ging, wodurch er Hamilton die Führung überließ. Hamilton, der nun auf freier Strecke war, setzte sich vom Rest des Feldes ab. Nach zehn Runden hatte er einen Vorsprung von 5,5 Sekunden. Alonso hatte Rosberg inzwischen erneut als Vierter abgelöst, während sein Teamkollege Massa aufgrund der rutschigen Bedingungen von der Strecke abkam und als Neunter zurückfiel. Trulli war dann mit einem Wasserleck der erste Ausfall des Rennens.
Als die Strecke abzutrocknen begann, fuhr Webber als Erster an die Box, um Slick-Reifen zu holen, und fuhr sofort schnelle Sektorzeiten. Button wechselte eine Runde später auf Slicks, doch das Führungsduo Hamilton und Vettel sowie Alonso blieben eine Runde länger draußen. Hamilton blieb aufgrund des Vorsprungs, den er aufgebaut hatte, unbeeinträchtigt, aber Vettel und Alonso verloren Plätze an Button und Webber, die sie überholen konnten, bevor sie ihre Slick-Reifen vollständig aufgeheizt hatten. Nachdem das gesamte Feld wegen Slicks an die Box gegangen war, lautete die Reihenfolge an der Spitze: Hamilton führte Button an, gefolgt von den Red Bull mit Vettel und Webber, wobei Alonso, Rosberg, di Resta, Schumacher, Massa und Kobayashi die Top Ten komplettierten.
Hamilton baute seinen Vorsprung weiter aus und hatte in Runde 20 einen Vorsprung von 9 Sekunden auf Button, während Button offenbar damit beschäftigt war, Vettel aufzuhalten. Doch dann begann Button stetig auf Hamilton aufzuschließen, während er sich gleichzeitig von Vettel absetzte. Hamilton ging für einen neuen Reifensatz an die Box und lag nach den jeweiligen Stopps von Button und Vettel immer noch deutlich vorne. Während Webber und Alonso um den vierten Platz kämpften, kämpften Schumacher und Massa um den achten Platz, bis Schumacher wegen eines Getriebeproblems ausschied.
Alonso machte einen extrem frühen dritten Boxenstopp für einen neuen Satz Supersoft-Reifen in der Hoffnung, auf eine freie Strecke zu kommen und Webber zu unterbieten, doch Webber reagierte, indem er länger draußen blieb und sich bei seinem Stopp für die Soft-Reifen entschied. Obwohl er dadurch hinter Alonso zurückfiel, stellte er sicher, dass er im Gegensatz zu Alonso nicht erneut an die Box fahren musste, wenn das Rennen trocken blieb. Button und Vettel entschieden sich ebenfalls für weiche Reifen, aber Hamilton folgte Alonsos Beispiel und fuhr auf die Supersoft-Reifen, was bedeutete, dass auch er einen weiteren Stopp benötigen würde, um ins Ziel zu kommen. Das Rennen wurde einige Runden später durch einen kurzen Regenguss unterbrochen, wodurch die Strecke erneut rutschig wurde. Hamilton drehte sich in Kurve 8, wodurch di Resta von der Rennstrecke gedrängt wurde und Button aufholen konnte. Hamilton und Button tauschten mehrmals die Plätze, wobei der Spitzenreiter die erste Wahl für die Boxenstrategie hatte. Hamilton setzte sich durch und entschied sich für die Rückkehr zur Intermediate-Reifenmischung. Allerdings begann die Strecke innerhalb von zwei Runden wieder abzutrocknen, was Hamilton zu einem weiteren Stopp wegen Trockenreifen zwang. Außerdem erhielt er eine Durchfahrtsstrafe, weil er di Resta von der Rennstrecke gedrängt hatte. An anderer Stelle schied Kovalainen aus demselben Grund wie sein Teamkollege als vierter und letzter aus, was Lotus Racing einen weiteren doppelten Ausfall bescherte.
Damit lag Button vor Vettel an der Spitze, da keiner der beiden für die Intermediates an die Box gekommen war, während Hamilton hinter Massa und Webber auf den sechsten Platz zurückfiel. Hamilton rückte auf den fünften Platz vor, als Massa seinen letzten geplanten Stopp einlegte. Hamilton und Webber kämpften um den vierten Platz, und als die beiden an einem überfüllten Mittelfeld vorbeikamen, blieb Webber hinter einem der Hintermänner stecken und gab Hamilton die Gelegenheit, die er brauchte, um sich den vierten Platz zu sichern. Mehr als eine halbe Minute vor ihnen begann Alonso, mit einer Geschwindigkeit auf Vettel aufzuschließen, was bedeutete, dass am Ende des Rennens ein zweiter Platz möglich war, erlitt dann aber einen weiteren Dreher und musste sich mit dem dritten Platz begnügen.
In seinem 200. Grand Prix und dem Schauplatz seines ersten Sieges gewann Button schlussendlich das Rennen vor Vettel auf dem zweiten Platz und Alonso. Für Button war es der elfte Sieg in der Formel-1-Weltmeisterschaft. Hamilton wurde Vierter vor Webber, während Massa – der Alonso zum ersten Mal seit dem Großen Preis von Belgien 2010 im Qualifying überholt hatte – auf dem sechsten Platz das letzte gewertete Auto in der Führungsrunde war. Es war das fünfte Rennen in Folge, in dem der Fahrer, der als Achtzehnter startete, Punkte sammelte, als Buemi Achter wurde. di Resta triumphierte über einen Kampf im Mittelfeld um den siebten Platz, während Rosberg auf den neunten Platz hinter Buemi zurückfiel, dessen Teamkollege Alguersuari den letzten Punkt holte.
Sowohl in der Fahrer- als auch in der Konstrukteurswertung blieben die ersten drei Positionen unverändert.

## Meldeliste
| Team                         | Nr. | Fahrer             | Chassis             | Motor                | Reifen |
| ---------------------------- | --- | ------------------ | ------------------- | -------------------- | ------ |
| Red Bull Racing              | 01  | Sebastian Vettel   | Red Bull RB7        | Renault 2.4 V8       | P      |
| Red Bull Racing              | 02  | Mark Webber        | Red Bull RB7        | Renault 2.4 V8       | P      |
| Vodafone McLaren Mercedes    | 03  | Lewis Hamilton     | McLaren MP4-26      | Mercedes-Benz 2.4 V8 | P      |
| Vodafone McLaren Mercedes    | 04  | Jenson Button      | McLaren MP4-26      | Mercedes-Benz 2.4 V8 | P      |
| Scuderia Ferrari             | 05  | Fernando Alonso    | Ferrari 150º Italia | Ferrari 2.4 V8       | P      |
| Scuderia Ferrari             | 06  | Felipe Massa       | Ferrari 150º Italia | Ferrari 2.4 V8       | P      |
| Mercedes GP Petronas F1 Team | 07  | Michael Schumacher | Mercedes MGP W02    | Mercedes-Benz 2.4 V8 | P      |
| Mercedes GP Petronas F1 Team | 08  | Nico Rosberg       | Mercedes MGP W02    | Mercedes-Benz 2.4 V8 | P      |
| Lotus Renault GP             | 09  | Bruno Senna        | Renault R31         | Renault 2.4 V8       | P      |
| Lotus Renault GP             | 09  | Nick Heidfeld      | Renault R31         | Renault 2.4 V8       | P      |
| Lotus Renault GP             | 10  | Witali Petrow      | Renault R31         | Renault 2.4 V8       | P      |
| AT&T Williams                | 11  | Rubens Barrichello | Williams FW33       | Cosworth 2.4 V8      | P      |
| AT&T Williams                | 12  | Pastor Maldonado   | Williams FW33       | Cosworth 2.4 V8      | P      |
| Force India F1 Team          | 14  | Nico Hülkenberg    | Force India VJM04   | Mercedes-Benz 2.4 V8 | P      |
| Force India F1 Team          | 14  | Adrian Sutil       | Force India VJM04   | Mercedes-Benz 2.4 V8 | P      |
| Force India F1 Team          | 15  | Paul di Resta      | Force India VJM04   | Mercedes-Benz 2.4 V8 | P      |
| Sauber F1 Team               | 16  | Kamui Kobayashi    | Sauber C30          | Ferrari 2.4 V8       | P      |
| Sauber F1 Team               | 17  | Sergio Pérez       | Sauber C30          | Ferrari 2.4 V8       | P      |
| Scuderia Toro Rosso          | 18  | Sébastien Buemi    | Toro Rosso STR6     | Ferrari 2.4 V8       | P      |
| Scuderia Toro Rosso          | 19  | Jaime Alguersuari  | Toro Rosso STR6     | Ferrari 2.4 V8       | P      |
| Team Lotus                   | 20  | Heikki Kovalainen  | Lotus T128          | Renault 2.4 V8       | P      |
| Team Lotus                   | 21  | Jarno Trulli       | Lotus T128          | Renault 2.4 V8       | P      |
| HRT F1 Team                  | 22  | Daniel Ricciardo   | HRT F111            | Cosworth 2.4 V8      | P      |
| HRT F1 Team                  | 23  | Vitantonio Liuzzi  | HRT F111            | Cosworth 2.4 V8      | P      |
| Marussia Virgin Racing       | 24  | Timo Glock         | Virgin MVR-02       | Cosworth 2.4 V8      | P      |
| Marussia Virgin Racing       | 25  | Jérôme D’Ambrosio  | Virgin MVR-02       | Cosworth 2.4 V8      | P      |

Anmerkungen
1. 1 2  Senna fuhr den Renault mit der Nummer 9 im ersten freien Training. Heidfeld übernahm das Fahrzeug anschließend für das restliche Rennwochenende.
2. 1 2  Hülkenberg fuhr den Force India mit der Nummer 14 im ersten freien Training. Sutil übernahm das Fahrzeug anschließend für das restliche Rennwochenende.

## Klassifikationen

### Qualifying
| Pos.                                                                      | Fahrer             | Konstrukteur         | Q1       | Q2         | Q3         | Start |
| ------------------------------------------------------------------------- | ------------------ | -------------------- | -------- | ---------- | ---------- | ----- |
| 01                                                                        | Sebastian Vettel   | Red Bull-Renault     | 1:21,740 | 1:21,095   | 1:19,815   | 01    |
| 02                                                                        | Lewis Hamilton     | McLaren-Mercedes     | 1:21,636 | 1:21,105   | 1:19,978   | 02    |
| 03                                                                        | Jenson Button      | McLaren-Mercedes     | 1:22,038 | 1:20,578   | 1:20,024   | 03    |
| 04                                                                        | Felipe Massa       | Ferrari              | 1:22,305 | 1:21,099   | 1:20,350   | 04    |
| 05                                                                        | Fernando Alonso    | Ferrari              | 1:21,578 | 1:20,262   | 1:20,365   | 05    |
| 06                                                                        | Mark Webber        | Red Bull-Renault     | 1:22,208 | 1:20,890   | 1:20,474   | 06    |
| 07                                                                        | Nico Rosberg       | Mercedes             | 1:22,996 | 1:21,243   | 1:21,098   | 07    |
| 08                                                                        | Adrian Sutil       | Force India-Mercedes | 1:22,237 | 1:22,000   | 1:21,445   | 08    |
| 09                                                                        | Michael Schumacher | Mercedes             | 1:22,876 | 1:21,852   | 1:21,907   | 09    |
| 10                                                                        | Sergio Pérez       | Sauber-Ferrari       | 1:23,067 | 1:22,157   | keine Zeit | 10    |
| 11                                                                        | Paul di Resta      | Force India-Mercedes | 1:22,976 | 1:22,256   | –          | 11    |
| 12                                                                        | Witali Petrow      | Renault              | 1:23,070 | 1:22,284   | –          | 12    |
| 13                                                                        | Kamui Kobayashi    | Sauber-Ferrari       | 1:23,278 | 1:22,435   | –          | 13    |
| 14                                                                        | Nick Heidfeld      | Renault              | 1:23,024 | 1:22,470   | –          | 14    |
| 15                                                                        | Rubens Barrichello | Williams-Cosworth    | 1:23,075 | 1:22,684   | –          | 15    |
| 16                                                                        | Jaime Alguersuari  | Toro Rosso-Ferrari   | 1:23,285 | 1:22,979   | –          | 16    |
| 17                                                                        | Pastor Maldonado   | Williams-Cosworth    | 1:23,847 | keine Zeit | –          | 17    |
| 18                                                                        | Sébastien Buemi    | Toro Rosso-Ferrari   | 1:24,070 | –          | –          | 23    |
| 19                                                                        | Heikki Kovalainen  | Lotus-Renault        | 1:24,362 | –          | –          | 18    |
| 20                                                                        | Jarno Trulli       | Lotus-Renault        | 1:24,534 | –          | –          | 19    |
| 21                                                                        | Timo Glock         | Virgin-Cosworth      | 1:26,294 | –          | –          | 20    |
| 22                                                                        | Vitantonio Liuzzi  | HRT-Cosworth         | 1:26,323 | –          | –          | 21    |
| 23                                                                        | Daniel Ricciardo   | HRT-Cosworth         | 1:26,479 | –          | –          | 22    |
| 24                                                                        | Jérôme D’Ambrosio  | Virgin-Cosworth      | 1:26,510 | –          | –          | 24    |
| 107-Prozent-Zeit: 1:27,288 min (bezogen auf Q1-Bestzeit von 1:21,578 min) |                    |                      |          |            |            |       |

Anmerkungen
1. ↑  Buemi wurde wegen des Verursachens einer Kollision beim letzten Grand Prix um fünf Positionen nach hinten versetzt.

1. 1 2 3 4 5 6 7 8 9 10 11 12 13 14 15 16 17 18  Rennwagen mit KERS

### Rennen
| Pos. | Fahrer             | Konstrukteur         | Runden | Stopps | Zeit        | Start | Schnellste Runde |
| ---- | ------------------ | -------------------- | ------ | ------ | ----------- | ----- | ---------------- |
| 01   | Jenson Button      | McLaren-Mercedes     | 70     | 3      | 1:46:42,337 | 03    | 1:23,937 (58.)   |
| 02   | Sebastian Vettel   | Red Bull-Renault     | 70     | 3      | + 3,588     | 01    | 1:23,875 (70.)   |
| 03   | Fernando Alonso    | Ferrari              | 70     | 4      | + 19,819    | 05    | 1:23,711 (62.)   |
| 04   | Lewis Hamilton     | McLaren-Mercedes     | 70     | 6      | + 48,338    | 02    | 1:23,661 (61.)   |
| 05   | Mark Webber        | Red Bull-Renault     | 70     | 5      | + 49,742    | 06    | 1:23,718 (61.)   |
| 06   | Felipe Massa       | Ferrari              | 70     | 4      | + 1:23,176  | 04    | 1:23,415 (61.)   |
| 07   | Paul di Resta      | Force India-Mercedes | 69     | 3      | + 1 Runde   | 11    | 1:25,935 (65.)   |
| 08   | Sébastien Buemi    | Toro Rosso-Ferrari   | 69     | 3      | + 1 Runde   | 23    | 1:25,977 (65.)   |
| 09   | Nico Rosberg       | Mercedes             | 69     | 4      | + 1 Runde   | 07    | 1:24,857 (64.)   |
| 10   | Jaime Alguersuari  | Toro Rosso-Ferrari   | 69     | 3      | + 1 Runde   | 16    | 1:26,025 (68.)   |
| 11   | Kamui Kobayashi    | Sauber-Ferrari       | 69     | 3      | + 1 Runde   | 13    | 1:24,664 (65.)   |
| 12   | Witali Petrow      | Renault              | 69     | 4      | + 1 Runde   | 12    | 1:24,664 (68.)   |
| 13   | Rubens Barrichello | Williams-Cosworth    | 68     | 5      | + 2 Runden  | 15    | 1:25,018 (65.)   |
| 14   | Adrian Sutil       | Force India-Mercedes | 68     | 4      | + 2 Runden  | 08    | 1:25,579 (66.)   |
| 15   | Sergio Pérez       | Sauber-Ferrari       | 68     | 4      | + 2 Runden  | 10    | 1:24,999 (67.)   |
| 16   | Pastor Maldonado   | Williams-Cosworth    | 68     | 5      | + 2 Runden  | 17    | 1:25,724 (56.)   |
| 17   | Timo Glock         | Virgin-Cosworth      | 66     | 3      | + 4 Runden  | 20    | 1:28,022 (59.)   |
| 18   | Daniel Ricciardo   | HRT-Cosworth         | 66     | 3      | + 4 Runden  | 22    | 1:28,876 (62.)   |
| 19   | Jérôme D’Ambrosio  | Virgin-Cosworth      | 65     | 4      | + 5 Runden  | 24    | 1:29,068 (58.)   |
| 20   | Vitantonio Liuzzi  | HRT-Cosworth         | 65     | 5      | + 5 Runden  | 21    | 1:29,208 (53.)   |
| –    | Heikki Kovalainen  | Lotus-Renault        | 55     | 5      | DNF         | 18    | 1:27,149 (54.)   |
| –    | Michael Schumacher | Mercedes             | 26     | 2      | DNF         | 09    | 1:29,781 (19.)   |
| –    | Nick Heidfeld      | Renault              | 23     | 2      | DNF         | 14    | 1:30,826 (19.)   |
| –    | Jarno Trulli       | Lotus-Renault        | 17     | 1      | DNF         | 19    | 1:35,252 (16.)   |

Anmerkungen
1. 1 2 3 4 5 6 7 8 9 10 11 12 13 14 15 16 17 18  Rennwagen mit KERS

## WM-Stände nach dem Rennen
Die ersten zehn des Rennens bekamen 25, 18, 15, 12, 10, 8, 6, 4, 2 bzw. 1 Punkt(e).

### Fahrerwertung
| Pos. | Fahrer             | Konstrukteur         | Punkte |
| ---- | ------------------ | -------------------- | ------ |
| 01   | Sebastian Vettel   | Red Bull-Renault     | 234    |
| 02   | Mark Webber        | Red Bull-Renault     | 149    |
| 03   | Lewis Hamilton     | McLaren-Mercedes     | 146    |
| 04   | Fernando Alonso    | Ferrari              | 145    |
| 05   | Jenson Button      | McLaren-Mercedes     | 134    |
| 06   | Felipe Massa       | Ferrari              | 70     |
| 07   | Nico Rosberg       | Mercedes             | 48     |
| 08   | Nick Heidfeld      | Renault              | 34     |
| 09   | Witali Petrow      | Renault              | 32     |
| 10   | Michael Schumacher | Mercedes             | 32     |
| 11   | Kamui Kobayashi    | Sauber-Ferrari       | 27     |
| 12   | Adrian Sutil       | Force India-Mercedes | 18     |
| 13   | Sébastien Buemi    | Toro Rosso-Ferrari   | 12     |
| 14   | Jaime Alguersuari  | Toro Rosso-Ferrari   | 10     |

| Pos. | Fahrer             | Konstrukteur         | Punkte |
| ---- | ------------------ | -------------------- | ------ |
| 15   | Sergio Pérez       | Sauber-Ferrari       | 8      |
| 16   | Paul di Resta      | Force India-Mercedes | 8      |
| 17   | Rubens Barrichello | Williams-Cosworth    | 4      |
| 18   | Pedro de la Rosa   | Sauber-Ferrari       | 0      |
| 19   | Jarno Trulli       | Lotus-Renault        | 0      |
| 20   | Vitantonio Liuzzi  | HRT-Cosworth         | 0      |
| 21   | Pastor Maldonado   | Williams-Cosworth    | 0      |
| 22   | Jérôme D’Ambrosio  | Virgin-Cosworth      | 0      |
| 23   | Heikki Kovalainen  | Lotus-Renault        | 0      |
| 24   | Timo Glock         | Virgin-Cosworth      | 0      |
| 25   | Narain Karthikeyan | HRT-Cosworth         | 0      |
| 26   | Daniel Ricciardo   | HRT-Cosworth         | 0      |
| 27   | Karun Chandhok     | Lotus-Renault        | 0      |

### Konstrukteurswertung
| Pos. | Konstrukteur     | Punkte |
| ---- | ---------------- | ------ |
| 01   | Red Bull-Renault | 383    |
| 02   | McLaren-Mercedes | 280    |
| 03   | Ferrari          | 215    |
| 04   | Mercedes         | 80     |
| 05   | Renault          | 66     |
| 06   | Sauber-Ferrari   | 35     |

| Pos. | Konstrukteur         | Punkte |
| ---- | -------------------- | ------ |
| 07   | Force India-Mercedes | 26     |
| 08   | Toro Rosso-Ferrari   | 22     |
| 09   | Williams-Cosworth    | 4      |
| 10   | Lotus-Renault        | 0      |
| 11   | HRT-Cosworth         | 0      |
| 12   | Virgin-Cosworth      | 0      |